# غاياتري باتل
غاياتري باتل هي ممثلة هندية، ولدت في 21 سبتمبر 1987 في الولايات المتحدة.

## وصلات خارجية
- غاياتري باتل على موقع IMDb (الإنجليزية)
- غاياتري باتل على موقع قاعدة بيانات الفيلم (الإنجليزية)